# Xylethrus
Xylethrus es un género de arañas araneomorfas de la familia Araneidae. Se encuentra en  América tropical.

## Lista de especies
Según The World Spider Catalog 12.0:
- Xylethrus ameda Levi, 1996
- Xylethrus anomid Levi, 1996
- Xylethrus arawak Archer, 1965
- Xylethrus perlatus Simon, 1895
- Xylethrus scrupeus Simon, 1895
- Xylethrus superbus Simon, 1895